# Lill-Blausjaure
Lill-Blausjaure är en sjö i Malå kommun i Lappland och ingår i Skellefteälvens huvudavrinningsområde. Sjön har en area på 0,192 kvadratkilometer och ligger 309,9 meter över havet.

## Delavrinningsområde
Lill-Blausjaure ingår i det delavrinningsområde (724290-163573) som SMHI kallar för Ovan Kvarnbäcken. Medelhöjden är 340 meter över havet och ytan är 8,37 kvadratkilometer. Räknas de 6 avrinningsområdena uppströms in blir den ackumulerade arean 172,31 kvadratkilometer. Skäppträskån som avvattnar avrinningsområdet har biflödesordning 3, vilket innebär att vattnet flödar genom totalt 3 vattendrag innan det når havet efter 153 kilometer. Avrinningsområdet består mestadels av skog (93 procent). Avrinningsområdet har 0,19 kvadratkilometer vattenytor vilket ger det en sjöprocent på 2,3 procent.